# Аноліс рогатий
Аноліс рогатий (Anolis proboscis) — вид ящірок родини Dactyloidae. Інша назва— ящірка Пінокіо.

## Поширення
Мешкає в субтропічних високогірних лісах Еквадору у районі Західних Анд.

## Опис
Це невелика ящірка близько 8-14 см завдовжки. Тіло забарвлене переважно в сірі і світло-зелені тони, з плямами і вкрапленнями червоного, чорного, бурого і жовтого відтінків. Лапки, пальці і кігті адаптовані для повзання по гілках дерев і високій траві. Головною відмінною рисою зовнішності є довгий виріст на голові самців, схожий на дуже великий ніс або ріг. Виріст не є функціональним органом, принаймні так припускають дослідники. Він служить свідченням доброго здоров'я і генетики самця, і ймовірно використовується для залучення самок. Через цю цікаву особливість рогатого аноліса часто називають ящірка Пінокіо.
Загадкою досі є те, яким чином аноліс рухає своїм «носом» у різні боки, оскільки ні м'язів, ні кісток у відростку немає. Є лише одна версія щодо цього: рухається «ріг» при підвищенні припливу крові.

## Спосіб життя
Веде неймовірно потайний спосіб життя, чому сприяють ефективна маскування, зайва повільність тваринного і нічний розпорядок дня. Помітити анолісів у їх природному середовищі існування практично неможливо, він у буквальному сенсі зливається з лісом.

## Історія
Відкритий вид був тільки в 1953 році. У результаті всіх подальших експедицій не було знайдено жодної особини. Через кілька років Anolis proboscis визнали вимерлим видом. У 2005 році, більш ніж через 50 років в еквадорському лісі біологи випадково побачили ящірку з величезним носом, що повільно пересувалася по гілці. Спершу дивного плазуна взяли за новий вид, але після вивчення архівів стало зрозуміло — це був той самий вимерлий рогатий аноліс. Після того рептилію бачили ще 2 рази: в 2008 і 2013 роках.
На жаль, про чисельність популяції рогатого анолісів немає абсолютно ніяких даних, тому важко будувати здогади про те, чому анолісів бачили лише кілька разів після 1950-х: чи то через надмірну скритність, чи то через вкрай маленьку популяцію.